# Zoran Tucić
Zoran Tucić (cyrillique serbe : Зоран Туцић) est un auteur et dessinateur de bande-dessinée, artiste visuel et architecte serbe, né le 30 octobre 1961 à Šabac (alors en Yougoslavie, aujourd’hui en Serbie).

## Biographie
Diplômé de la Faculté d’architecture de Belgrade avec le projet « Nouveau Musée égyptien de Gizeh, Le Caire ». En 1981, avec Vujadin Radovanović, Saša Živković et Rade Tovladijac, il est le fondateur du groupe artistique Bauhaus 7 à Belgrade.
Bandes dessinées publiés dans les pays de l’ex-Yougoslavie, en Allemagne, aux États-Unis, aux Pays-Bas, Chypre, en Italie, etc.
Il dessine notamment les séries « Vorloh » d’après le scénario de Ljuan Koka, Aleksandar Timotijević) et Tucić, "Niti snova o moći" (« Chaînes de rêves de puissance ») d’après le scénario de Koka; « Le Troisième Argument » d’après la prose de Milorad Pavić et le scénario de Zoran Stefanović,  et « Adam Wild » d’après le scénario de Gianfranco Manfredi. 
L’un des fondateurs de l’Association des Artistes Bandes dessinées de Serbie (USUS) en 2010 et son premier président jusqu’en 2015. Il vit à Belgrade.